# درع المشجعين
 درع المشجعين هي جائزة سنوية تُقدم لفريق الدوري الأمريكي لكرة القدم (M.L.S) يُمنح درع المشجعين للفريق الأكثر حصدًا للنقاط في موسم الدوري الأمريكي بقسميه الشرقي و الغربي، وقد تم الاعتراف بها كجائزة رئيسية من قبل الدوري و منذ عام 2006 يحصل حامل درع المشجعين على فرصة التأهل القاري لدوري أبطال الكونكاكاف.
تم تدشين لقب درع المشجعين الأمريكي في نسخة العام 1996.
يذكر أنه وبعد تحديد بطل درع المشجعين، تنتقل الفرق 14 المتأهلة إلى المراحل النهائية من أجل لعب الأدوار الإقصائية، ما يعني أن بطل هذه المسابقة لا يعني بالضرورة أن يكون بطل الموسم بأكمله.
يُعد فريقا دي سي يونايتد ولوس أنجلوس جالاكسي الأكثر فوزًا بالدرع، حيث فاز كل منهما به أربع مرات. أما إنتر ميامي فهو حامل الدرع لعام 2024 بعد فوزه به لأول مرة.
منذ عام 2006، يمنح الفوز بدرع المشجعين مقعدًا في كأس أبطال الكونكاكاف.